# San Tiso d'Abres
San Tiso d'Abres (em asturiano e oficialmente) ou San Tirso de Abres (em castelhano) é um concelho (município) da Espanha na província e Principado das Astúrias. Tem 31,41 km² de área e em 2019 tinha 410 habitantes (densidade: 13,1 hab./km²).
Embora não faça parte da Galiza é um dos municípios das Astúrias onde tradicionalmente se fala galego.

## Demografia
| Variação demográfica do município entre 1991 e 2004 | Variação demográfica do município entre 1991 e 2004 | Variação demográfica do município entre 1991 e 2004 | Variação demográfica do município entre 1991 e 2004 |
| --------------------------------------------------- | --------------------------------------------------- | --------------------------------------------------- | --------------------------------------------------- |
| 1991                                                | 1996                                                | 2001                                                | 2004                                                |
| 746                                                 | 675                                                 | 624                                                 | 612                                                 |